# Zameatnîțea, Ciîhîrîn
Zameatnîțea (în ucraineană Зам'ятниця) este localitatea de reședință a comunei Zameatnîțea din raionul Ciîhîrîn, regiunea Cerkasî, Ucraina.

## Demografie
Componența lingvistică a localității Zameatnîțea
     Ucraineană (95,71%)
     Rusă (3,93%)
     Alte limbi (0,36%)
Conform recensământului din 2001, majoritatea populației localității Zameatnîțea era vorbitoare de ucraineană (95,71%), existând în minoritate și vorbitori de rusă (3,93%).